# Erebia glacialis
Erebia glacialis är en fjärilsart som beskrevs av Hirschke 1911. Erebia glacialis ingår i släktet Erebia och familjen praktfjärilar. Inga underarter finns listade i Catalogue of Life.

## Bildgalleri

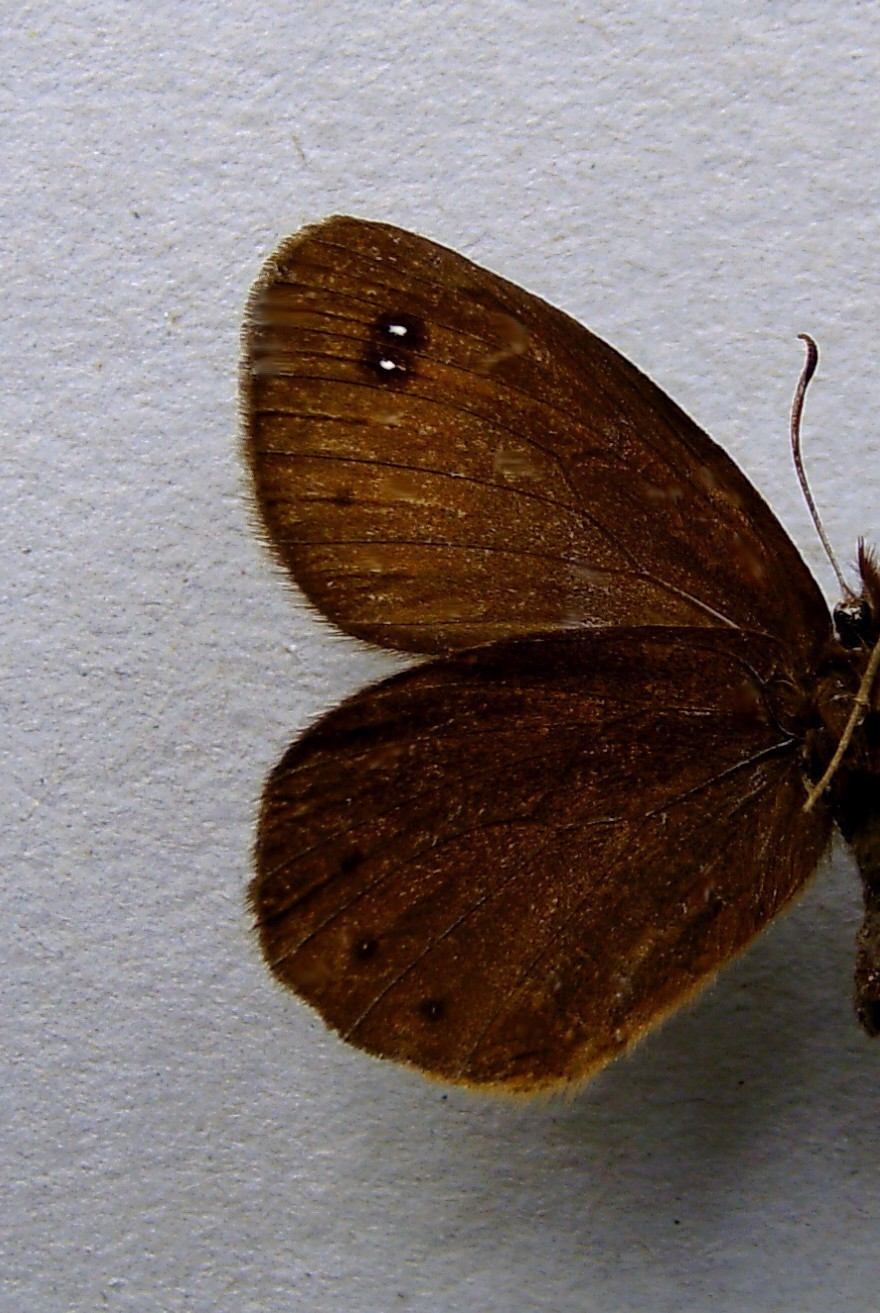
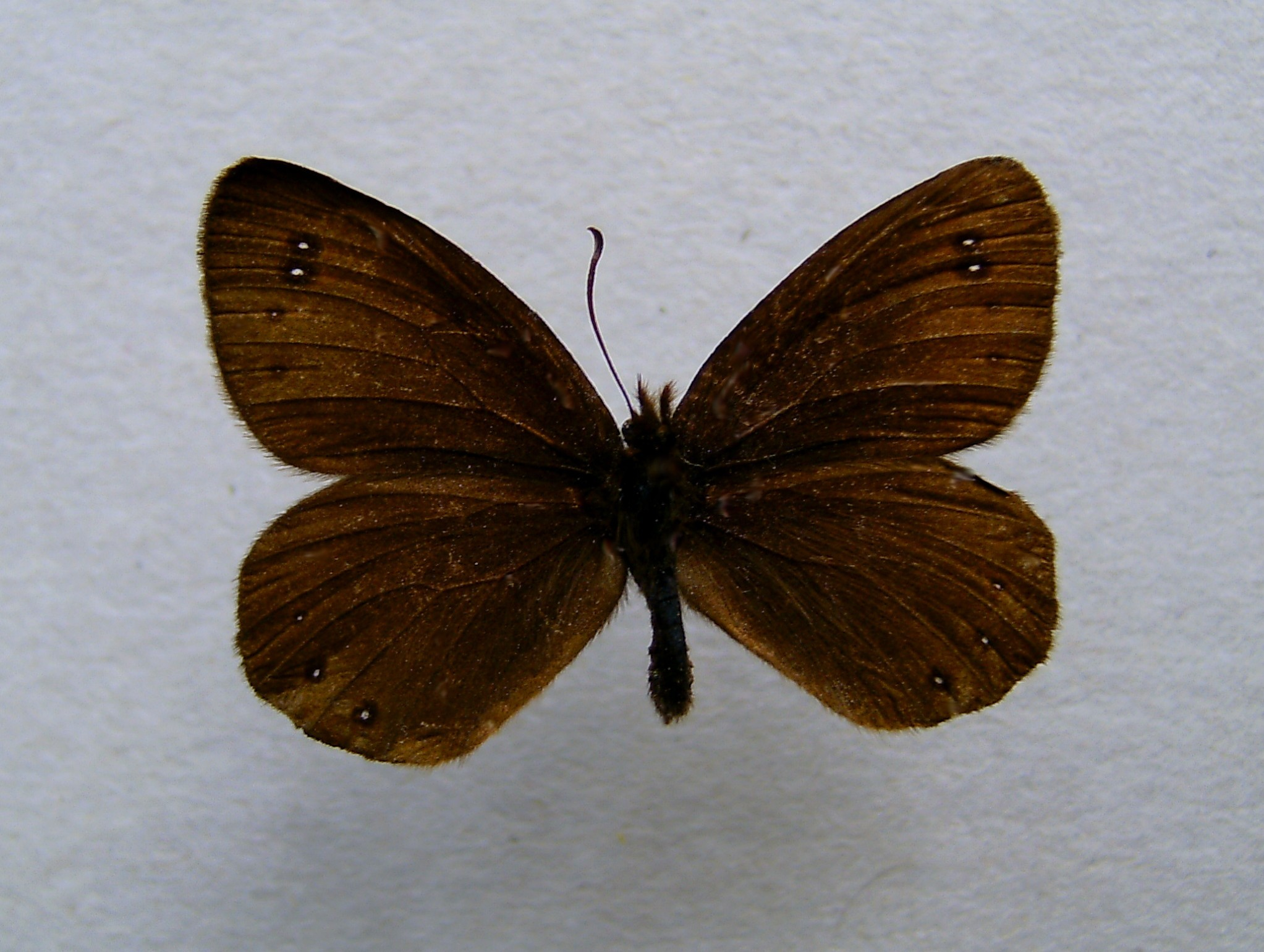